# Digitaria minima
Digitaria minima är en gräsart som beskrevs av Robert D. Webster. Digitaria minima ingår i släktet fingerhirser, och familjen gräs. Inga underarter finns listade i Catalogue of Life.